# Akropol ateński

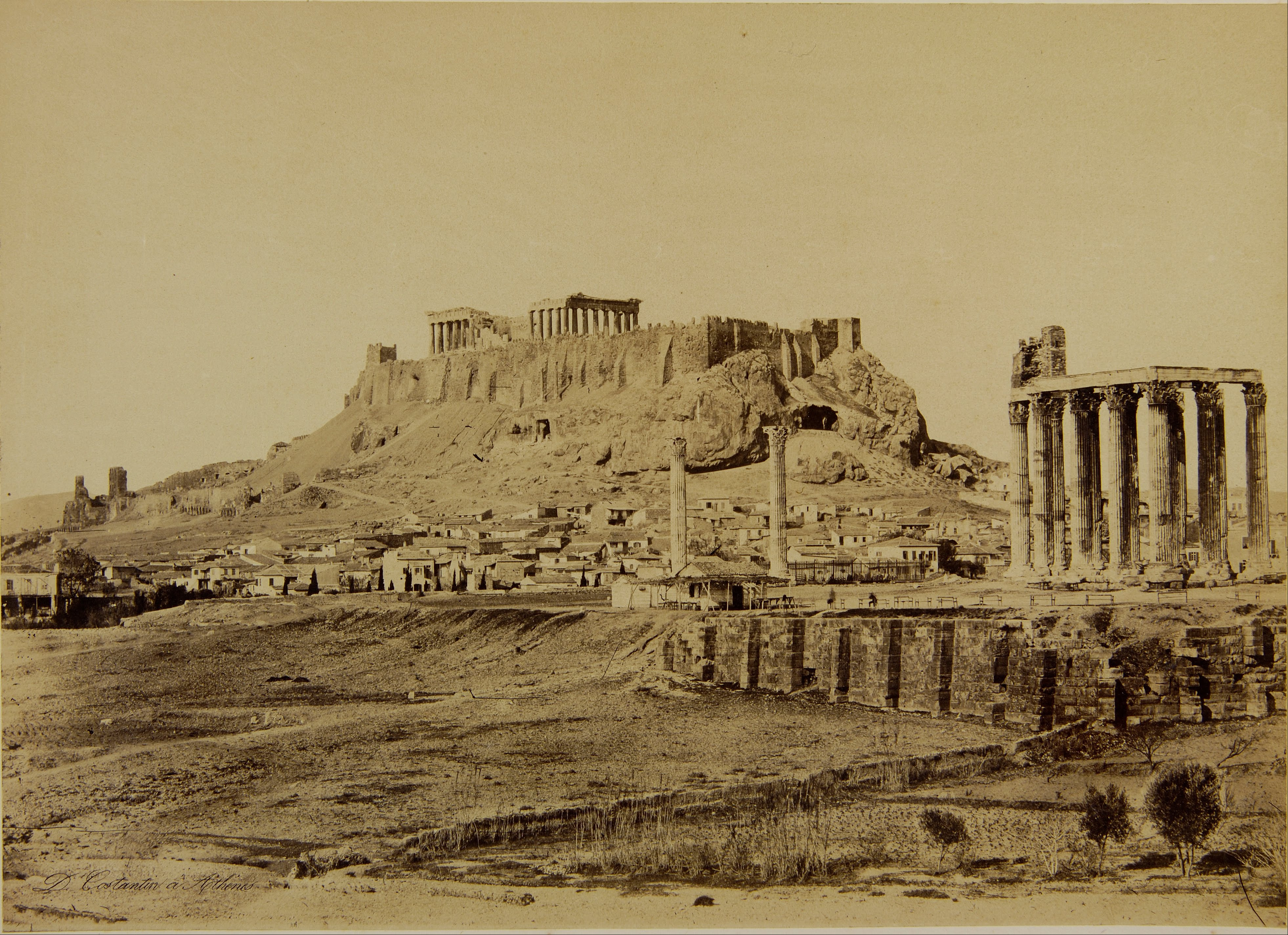
Akropol ateński (1865)

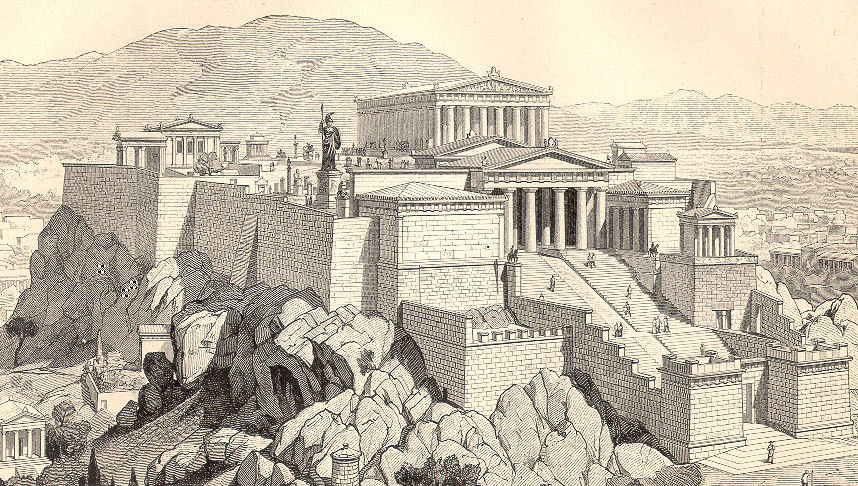
Rekonstrukcja Akropolu na ilustracji z początków XX w.

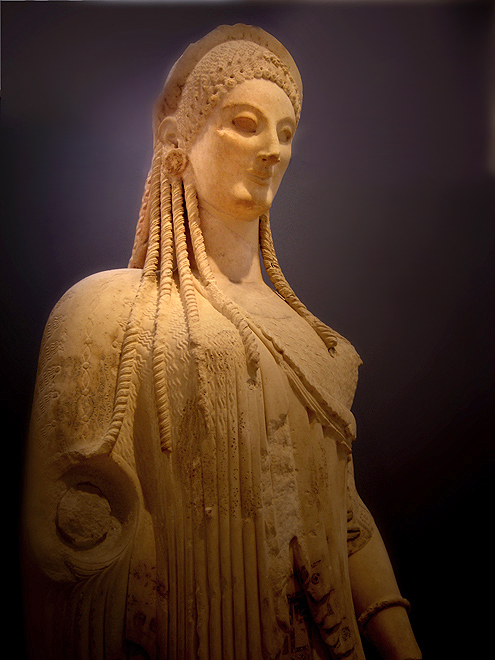
Marmurowy posąg Kory z Akropolu, VI w. p.n.e., Muzeum Akropolu w Atenach

Akropol ateński (nw.gr. Ακρόπολη Αθηνών, od akropolis = górne miasto) – akropol w Atenach, położony na wapiennym wzgórzu o wysokości względnej 70 m (prawie 157 m n.p.m.), zamieszkany w neolicie, w okresie mykeńskim znajdował się tu pałac z megaronem, od VI w. p.n.e. miejsce kultu Ateny.
Świątynie zbudowane w okresie archaicznym zostały zniszczone podczas wojen perskich. Podczas odbudowy zainicjowanej przez Peryklesa powstał tu kompleks świątyń: Partenon, Erechtejon, Apteros, sanktuarium Artemidy Brauronia i Propyleje. Zniszczone rzeźby, elementy starszych budowli zostały użyte przy poszerzaniu tarasu w kierunku południowym (odnaleziono je podczas prac archeologicznych rozpoczętych w latach 70. XVIII wieku, w tzw. „rumowisku perskim”). Perykles odbudowę Akropolu powierzył Fidiaszowi, a w pracach uczestniczyli architekci: Iktinos, Mnesikles i Kallikrates.
W 1987 roku akropol ateński został wpisany na listę światowego dziedzictwa UNESCO.

## Wzgórze Akropolu
Akropol wznosi się na wysokość 156,63 m n.p.m. (wysokość względna to 70 m) – nie jest najwyższym wzgórzem Aten, lecz relatywnie łatwo dostępnym od strony zachodniej , z rozległym (ok. 270 m długości i ok. 156 m szerokości) szczytem o powierzchni ok. 30 tys. m² i dostępem do wody pitnej. Zbudowany jest ze skał wapiennych uformowanych w okresie kredy, które zalegają na warstwie łupków metamorficznych, piaskowców, margieli i zlepieńców. W części północno-zachodniej znajdują się liczne jaskinie, gdzie czczono Zeusa, Pana i Apolla.

## Nazwa
Wzgórze nazywane było przez starożytnych Akropolis lub Polis. W okresie prehistorycznym mogło nazywać się Athene lub Athenai i dać nazwę bogini Atenie. Hurwit (1999) utrzymuje, że imię bogini pochodzi od wzgórza.

## Historia
Pierwsze ślady osadnictwa na wzgórzu pochodzą z okresu neolitu (ok. 4500–3000 p.n.e.); w pobliżu Erechtejonu znaleziono także pozostałości naczyń ceramicznych z wczesnej i środkowej epoki brązu . Początkowo na wzgórzu znajdowała się najprawdopodobniej osada, pałac władcy i domy najważniejszych członków społeczności.
W XIII w. p.n.e., w okresie mykeńskim, wzgórze zostało ufortyfikowane murem cyklopowym o długości 760 m i wysokości 10 m, który częściowo zachował się w późniejszych strukturach architektonicznych . Wzniesiono tu wówczas również pałac z megaronem .
W VIII w. p.n.e. wzgórze stało się miejscem kultu bogini Ateny Polias (pol. Ateny Bogini Miasta) ze świątyniami na północno-wschodnim zboczu . Świadczą o tym figurki i brązowe kociołki z poł. VIII w. p.n.e. znalezione w ruinach.
Za panowania tyrana Aten Pizystrata w latach 561–527 p.n.e. ustanowiono święto upamiętniające narodziny bogini Ateny – Panatenaje, a na wzgórzu zaczęto wznosić pierwsze monumentalne budowle, m.in. dedykowane Atenie Starą Świątynię i Hekatompedon, a także sanktuarium Artemidy Brauronii i pierwsze propyleje . Do dziś zachowały się fragmenty najprawdopodobniej frontonów proto-Partenonu z pozostałościami rzeźb przedstawiających lwy atakujące woły oraz prace Heraklesa oraz pozostałości dekoracji wschodniego frontonu Starej Świątyni Ateny ze scenami z Gigantomachii i najprawdopodobniej pierwszym rzeźbiarskim przedstawieniem Ateny na większą skalę. W sanktuarium znajdowało się wówczas również wiele darów wotywnych, m.in. marmurowe posągi kor i koni oraz statuy z brązu i terakoty . Na podstawie odnalezionych pozostałości szacuje się, że na wzgórzu stało ok. 200 posągów kor przedstawionych z charakterystycznym archaicznym uśmiechem.
W 490 roku p.n.e. po wygranej nad Persami w bitwie pod Maratonem wzniesiono 5-metrową kolumnę z posągiem Nike ku czci Kallimacha, jednego z bohaterskich dowódców greckich, który zginął w bitwie. Rozpoczęła się wówczas budowa wielkiej świątyni – pre-Partenonu, która nie została nigdy ukończona, ponieważ Persowie zniszczyli świątynie, posągi i fortyfikacje Akropolu podczas inwazji Attyki w 480 roku p.n.e.  Akropol został następnie umocniony – wzniesiono dwa nowe mury: mur Temistoklesa od strony północnej (w który wbudowano fragmenty trzonów kolumn ze zniszczonego pre-Partenonu oraz elementy innych zniszczonych archaicznych budowli tak, by były widoczne z agory) i mur Kimona od strony południowej, a wota przeniesiono do jaskiń . Zniszczenia perskie nie przerwały tradycji składania darów wotywnych – odnaleziono wiele pozostałości posągów z tego okresu, które wykonano w nowym stylu – stylu surowym.
W połowie V w. p.n.e. Perykles (ok. 495–429 p.n.e.) zainicjował program budowy 12 świątyń na terenie Attyki i udekorowania imperialnych Aten finansowanego z budżetu związkowego, zasilonego przez łupy wojenne. Program miał na celu ukazanie pobożności Ateczyków i wdzięczności Atenie i innym bogom za zwycięstwo nad Persami, odbudowanie pozycji Aten jako ośrodka kultu i wykorzystanie sztuki i architektury jako narzędzi propagandowych dla wzmocnienia wizerunku imperium. Wówczas na Akropolu powstały monumentalne budowle, m.in. Partenon, Erechtejon, Propyleje i Świątynia Ateny Nike . Według Plutarcha (ok. 50–125 n.e.) Fidiasz nadzorował prace nad budową akropolu. Około 460 roku p.n.e. między Propylejami a Erechtejonem postawiono ogromny (ok. 7–16 m) posąg z brązu autorstwa Fidiasza przedstawiający boginię Atenę, stojącą z tarczą trzymaną lewą ręką, z prawą wspartą na włóczni, której grot, połyskujący w słońcu, był widoczny dla okrętów zbliżających się do Pireusu.
W czasach rzymskich status sanktuarium Akropolu został utrzymany . W 27 roku p.n.e. wzniesiono niewielką świątynię dedykowaną Augusta i Romy po wschodniej stronie Partenonu .
Po inwazji Herulów w III w. n.e. fortyfikacje wzgórza zostały wzmocnione – wzniesiono nowy mur z bramami po stronie zachodniej . Jedna z nich zachowała się do dziś .
W VI w. świątynie Akropolu zostały zamienione w kościoły chrześcijańskie – Partenon stał się kościołem dedykowanym Matce Boskiej, Erechtejon – kościołem Zbawiciela, świątynia Ateny Nike kaplicą a propyleje siedzibą episkopatu . W XI w. Partenon pełnił funkcję katedry .
W okresie frankokracji (1204–1456) w propylejach rezydował możnowładca .
Po zajęciu Aten przez Turków w 1458 roku Partenon został zamieniony w meczet – w jego południowo-zachodnim narożniku wzniesiono minaret .
W okresie Imperium Osmańskiego (1456–1833) na Akropolu stacjonował garnizon armii tureckiej . W XVII w. Turcy w Partenonie urządzili magazyn amunicji, który eksplodował 26 września 1687 roku wskutek bombardowania podczas oblężenia Aten przez Wenecjan pod przywództwem Francesco Morosiniego (1618–1694)  . Eksplozja ta zniszczyła środkową część świątyni . Na początku XIX wieku większość pozostałych tam jeszcze wówczas rzeźb (18 posągów, 15 metop i 56 bloków fryzu ) została za zgodą władz tureckich usunięta przez brytyjskiego dyplomatę Thomasa Bruce’a (1766–1841), wywieziona do Anglii jako tzw. „marmury Elgina” i sprzedana British Museum w 1816 roku . Thomas Bruce złupił wówczas również Erechtejon i świątynię Ateny Nike .
W 1822 roku, podczas wojny o niepodległość, garnizon na Akropolu przeszedł w ręce Grecji, a jego pierwszym greckim dowódcą został Odysseas Androutsos (1788–1825) . Po wyzwoleniu Grecji Akropol został objęty opieką nowo powstałego państwa greckiego . Pierwsze prace archeologiczne przeprowadzono w latach 1835 i 1837, a w latach 1885–1890 przeprowadzono dokładne prace wykopaliskowe  pod kierownictwem greckiego archeologa Panagiotisa Kavvadiasa (1850–1928) . W latach 1898–1902 i później w okresie 1921–1933 wdrożono programy rekonstrukcji Partenonu pod kierownictwem greckiego architekta Nikolaosa Balanosa (1860–1942) .
W 1975 roku greckie władze podjęły decyzje o renowacji Akropolu ze względu na postępującą degradację zabytków w tym Partenonu . Wtedy też rozpoczęły się prace badawcze oraz inwentaryzacyjne . Prace konserwacyjne i restauracyjne trwają do dziś .
W 1987 roku akropol ateński został wpisany na listę światowego dziedzictwa UNESCO .

## Plan akropolu
Na wzgórze wchodzi się od zachodu, przez bramę Beule’a (jedną z dwóch bram wzniesionych po najeździe Herulów w III w. n.e.) lub niewielkie wejście pod świątynią Ateny Nike, następnie przechodzi się przez Propyleje . Na południe od Propylejów stoi świątynia Ateny Nike, a przy niej epistyle z dawnej kapliczki Afrodyty Pandemos . Naprzeciwko północnego skrzydła Propylei zachował się tzw. piedestał Agryppy, gdzie Ateny złożyły kiedyś ofiarę Markowi Agryppie, zięciowi cesarza Augusta . Nad wzgórzem dominują monumentalne ruiny Partenonu . Pomiędzy Partenonem a Propylejami znajdują się ślady dwóch budynków Brauronejonu – kapliczki poświęconej Artemis Brauronii i Chalkoteki, gdzie przechowywane brązowe dary wotywne . Na wschód od Partenonu znajdują się pozostałości małej okrągłej świątyni z 27 roku p.n.e. dedykowanej Augustowie i Romie . W najwyższym punkcie, po wschodniej stronie wzgórza, zachowały się ślady sanktuarium Zeusa Polieusa . Po stronie północnej znajdują się pozostałości Erechtejonu z charakterystycznym gankiem kariatyd, a przy jego południowej ścianie fundamenty Starej Świątyni Ateny . Na północny zachód od Erechtejonu widać ślady Arreforjonu . Za akropolem znajdował Barathron – rozpadlina lub dół, do którego wrzucano skazanych na śmierć przestępców, aby ich ciała splugawiły zwierzęta padlinożerne  .
Plan przedstawia główne pozostałości archeologiczne na wzgórzu ateńskim.
1. Partenon
2. Stara świątynia Ateny i Hekatompedon(inne języki)
3. Erechtejon
4. Posąg Ateny Promachos
5. Propyleje
6. Świątynia Ateny Nike
7. Eleusinjon
8. Sanktuarium Artemidy Brauronii
9. Chalkoteka
10. Pandrosejon
11. Dom Arrefor
12. Ołtarz Ateny Polias
13. Świątynia Zeusa Polieusa
14. Sanktuarium Pandiona
15. Odeon Heroda Attyka
16. Stoa Eumenesa
17. Świątynia Asklepiosa
18. Teatr Dionizosa
19. Odeon Peryklesa
20. Temenos Dionizosa
21. Aglaurejon

| Numer na planie | Zdjęcie (stan współcześnie) | Nazwa                                | Rok budowy          | Opis |
| --------------- | --------------------------- | ------------------------------------ | ------------------- | --- |
| 1               |                             | Partenon                             | ok. 447–432 p.n.e.  | Świątynia poświęcona Atenie Partenos (pol. Atenie Dziewicy), wzniesiona w połowie V w. p.n.e. według planów Iktinosa i Kallikratesa pod nadzorem Fidiasza, który wykonał również elementy rzeźbiarskie. Zbudowana z białego marmuru pentelickiego w zgodzie z porządkiem doryckim, uważana za najdoskonalszy jego przykład . |
| 2               |                             | Stara świątynia Ateny i Hekatompedon | ok. 529–520 p.n.e.  | Archaiczna świątynia poświęcona Atenie Polias (pol. Atenie Bogini Miasta), wzniesiona w VI w. p.n.e., zniszczona podczas wojen perskich w 480 roku p.n.e. |
| 3               |                             | Erechtejon                           | ok. 421–406 p.n.e.  | Świątynia na cześć Erechteusza, jednego z pierwszych władców ateńskich, zniszczona podczas wojen perskich w 480 roku p.n.e., odbudowana jako prostylos w porządku jońskim w latach 421–406 p.n.e. |
| 4               |                             | Posąg Ateny Promachos                | ok. 465–456 p.n.e.  | Ogromny (ok. 7–16 m) posąg dłuta Fidiasza przedstawiający boginię Atenę, stojącą z tarczą trzymaną lewą ręką, z prawą wspartą na włóczni, której grot, połyskujący w słońcu, był widoczny dla okrętów zbliżających się do Pireusu.                                                                                           |
| 5               |                             | Propyleje                            | ok. 437–432 p.n.e.  | Propyleje – monumentalne wejście na akropol – wzniesione przez Mnesiklesa w porządku doryckim . |
| 6               |                             | Świątynia Ateny Nike                 | ok. 427–424 p.n.e.  | Niewielka świątynia w typie attycko-jońskiego tetrastylosu poświęcona Atenie Nike (pol. Atenie Zwycięskiej) z V w. p.n.e., której architektem był najprawdopodobniej Kallikrates . |
| 7               |                             | Eleusinjon                           | wczesny V w. p.n.e. | Sanktuarium poświęcone Demeter i Korze. |
| 8               |                             | Brauronejon                          | ok. 440–430 p.n.e.  | Sanktuarium poświęcone Artemis Brauronii – Artemis czczonej w Brauronie, patronce kobiet w ciąży i w połogu . |
| 9               |                             | Chalkoteka                           | ok. 529–520 p.n.e.  | Skarbiec, w którym przechowywano broń, posągi i hydrieCITEREFVenieri – Chalkotheke. |
| 10              |                             | Pandrosejon                          |                     | Sanktuarium dedykowane córce Kekropsa Pandrosos. W sanktuarium rosło najprawdopodbniej święte drzewo oliwne Ateny i znajdował się ołtarz Zeusa HerkeiosaCITEREFPerseus Digital Library Project – Sanctuary of Pandrosos. |
| 11              |                             | Arreforjon                           | ca. 500–400 p.n.e.  | Dom arrefor, dziewczynek w wieku 7–10 lat, które mieszkały na Akropolu i służyły Atenie; podczas ich pobytu na wzgórzu przygotowywany był peplos. |
| 12              |                             | Ołtarz Ateny Polias                  |                     | |
| 13              |                             | Świątynia Zeusa Polieusa             | ok. 500 p.n.e.      | Odprawiano tutaj obrzędy Bufonii – corocznej ofiary wołów dla Zeusa Polieusa . |
| 14              |                             | Sanktuarium Pandiona                 | ok. 450 p.n.e.      | Niezadaszony, prostokątny budynek, który według G.P. Stevensa (1946) był miejscem kultu Pandiona (stąd nazwa), lecz nie jest to potwierdzone . |
| 15              |                             | Odeon Heroda Attyka                  | 161 n.e.            | Odeon na południowo-zachodnim stoku Akropolu wzniesiony przez Heroda Attyka ku pamięci ukochanej małżonki Regilli . |
| 16              |                             | Stoa Eumenesa                        | ok. 160 p.n.e.      | Stoa w południowej części Akropolu obok Teatru Dionizosa, dar króla Pergamonu Eumenesa II (197–159 p.n.e.) . Służyła jako schronienie dla widzów teatru podczas niepogody lub jako miejsce przechowywania scenografii . |
| 17              |                             | Świątynia Asklepiosa                 | ok. 420–419 p.n.e.  | Sanktuarium ku czci Asklepiosa położone na zachód od Teatru Dionizosa, założone przez ateńskiego obywatela Tilemachosa Acharneę . |
| 18              |                             | Teatr Dionizosa                      | ok. 350 p.n.e.      | Teatr grecki na południowym stoku Akropolu wzniesiony przez Likurga ; często przebudowywany w okresie hellenistycznym i rzymskim . |
| 19              |                             | Odeon Peryklesa                      | ok. 446–442 p.n.e.  | Sąsiadował bezpośrednio z Teatrem Dniozosa; prawdopodobnie był to pierwszy zadaszony teatr w starożytności. |
| 20              |                             | Temenos Dionizosa                    | ok. 350 p.n.e.      | Temenos Dionizosa, na terenie którego znajdowały się Teatr Dionizosa, świątynie i ołtarze, otoczony był nieregularnym murem . |
| 21              |                             | Aglaurejon                           |                     | Sanktuarium poświęcone córce Kekropsa Aglauros na wschodnim zboczu Akropolu. Tutaj efebowie przysięgali lojalność Atenom. |

## Muzeum Akropolu w Atenach
Artefakty znalezione na Akropolu prezentowane są w Muzeum Akropolu, które od 2009 roku znajduje się w nowym gmachu w bezpośrednim sąsiedztwie wzgórza . Na parterze prezentowane są znaleziska ze zboczy wzgórza , na pierwszym piętrze m.in. 5 z 6 kariatyd podtrzymujących dach Erechtejonu, a na ostatnim znaleziska z Partenonu, m.in. fragmenty fryzu panatenajskiego dłuta Fidiasza zdobiącego Partenon oraz 92 metopy z Partenonu .